# Festiwal Fryzjerski Hair Fair

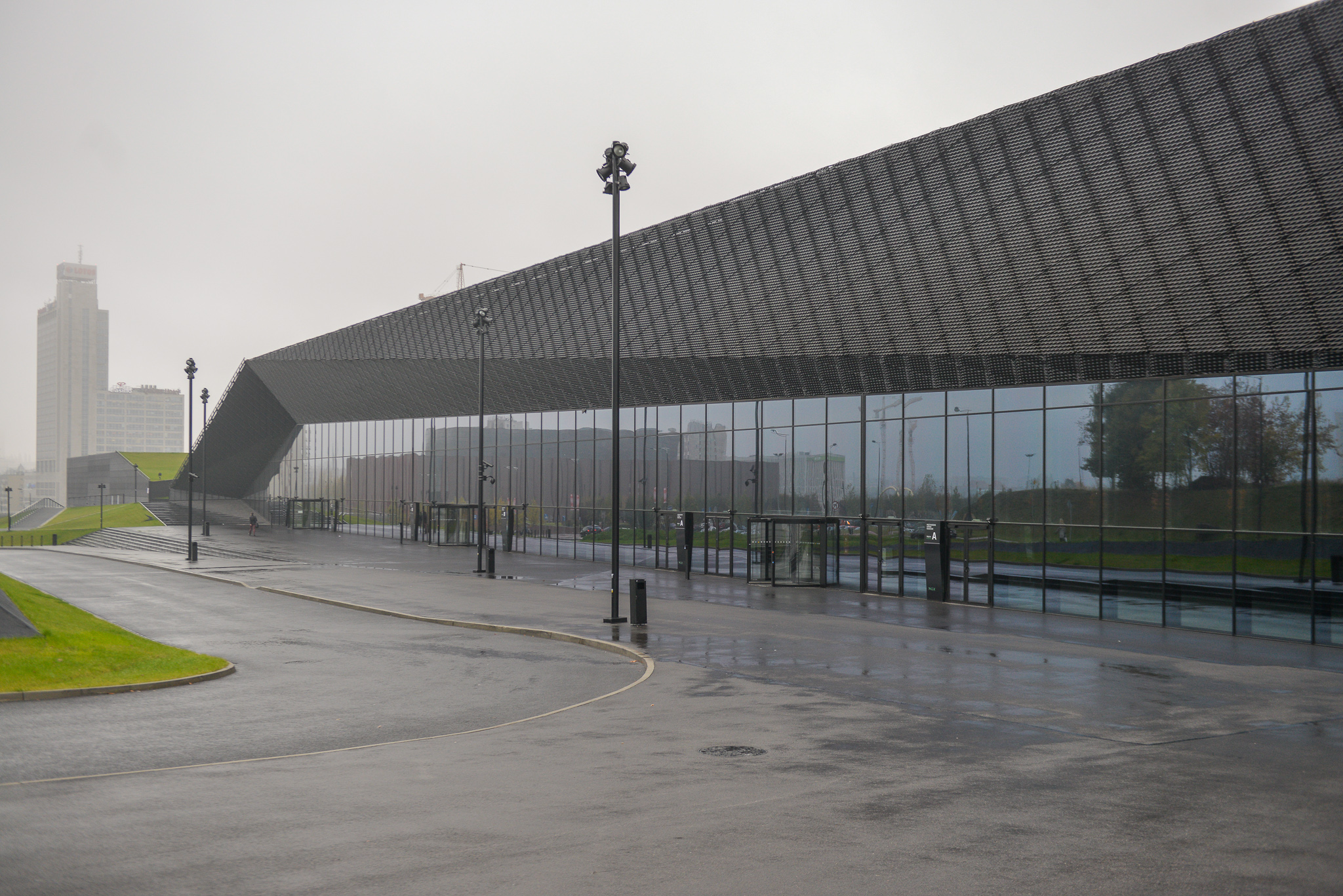
Międzynarodowe Centrum Kongresowe w Katowicach

Festiwal Fryzjerski Hair Fair, do 2011 Śląski Festiwal Fryzjerski – cykliczna impreza na Śląsku mająca na celu prezentację nowych technik fryzjerskich i produktów. W trakcie imprezy odbywają się także Międzynarodowe Mistrzostwa Fryzjerskie.
Impreza organizowana jest co roku w miesiącach jesiennych na Górnym Śląsku. Pierwsza edycja festiwalu odbyła się w 2001 roku w sali sportowej przy Spodku w Katowicach, pod nazwą Śląski Festiwal Fryzjerski. Do 2010 roku festiwal przeprowadzany był na płycie głównej katowickiego Spodka. Rozwój targów oraz wzrost uczestników wymagał większego obiektu, dlatego w 2011 roku został przeniesiony do hali Expo Silesia w Sosnowcu. W tym roku wydzielono także osobną imprezę targową skierowaną do branży kosmetycznej oraz podjęto decyzję o zmianie nazwy z Śląski Festiwal Fryzjerski na Festiwal Fryzjerski Hair Fair oraz Branżowe Targi Kosmetyczne Beauty Fair. W 2016 roku przeniesiono imprezę do właśnie otwartej hali Centrum Kongresowe w Katowicach.
W kilkudniowy program targów wchodzą pokazy nowych produktów, technik fryzjerskich oraz konsultacje i szkolenia uczestników. W trakcie targów odbywają się także imprezy dodatkowe, w tym jedne z najbardziej prestiżowych wydarzeń świata fryzjerstwa:
- scena główna – Show & Artist – pokazy znanych postaci nowoczesnego fryzjerstwa;
- Academy Day – prezentacje umiejętności akademii fryzjerskich;
- kongres Salon Success – edukowanie w zakresie biznesowym właścicieli Salonów Fryzjerskich;
- TopCity – Mistrzostwa Fryzjerskie;
- Międzynarodowe Mistrzostwa Fryzjerskie[4].